# 사전 개혁
사전 개혁(私田改革)은 고려 말 1391년(공양왕 3년) 태조와 조선 개국 공신들이 실시한 전제개혁이다.

## 개설
고려의 지배 질서가 문란해지면서 노출된 토지 겸병은 점차 확대되었고, 그 결과 농장의 확대를 가져왔다. 이는 고려의 재정 궁핍을 초래했고, 전시과의 붕괴를 가져왔다. 이에 신진 관료층은 녹봉을 제대로 받지 못하고 불만을 품고 있었다. 그러다가 위화도 회군에서 점차 세력을 확대한 신흥 관료층은 구세력의 경제적 기반을 파괴하고, 그들 세력의 경제적 토대를 구축하기에 부심했다. 또한 목전에 임박한 관료의 녹봉을 해결하기 위해서는 사전 개혁이 필요했다.
1388년(우왕 14년) 음력 7월 조준(趙浚)이 전제의 문란과 토지의 겸병에 따른 폐해를 들어서 사전을 혁파하여 전제를 바로잡는 방안을 제시했다. 이후에도 토지 제도의 개혁을 상소하는 자가 많았으나 이색(李穡)을 비롯한 구세력의 반대를 받았다. 그러나 정도전(鄭道傳) 등이 사전 개혁에 찬성하자 이성계는 강력히 이를 추진, 중앙에 급전도감(給田都監)을 설치하고 도의 양전(量田)을 시작하였다. 또한 반대하는 자는 탄핵·추방하고, 1390년(공양왕 2년) 음력 9월 공사 전적(公私田籍)을 소각하여 철저한 개혁을 실시했다. 이듬해 음력 5월 새로운 전제(田制)의 기준이 되는 과전법(科田法)을 정식으로 공포하였다. 이로써 권문세족의 경제적 토대는 무너지고, 이성계 일파의 경제적 기반이 구축되었으며, 새로운 왕조의 물질적 기초가 확립된 것이다.

## 같이 보기
- 고려의 토지제도
- 조선의 토지제도

## 참고 자료
- 이 문서에는 다음커뮤니케이션(현 카카오)에서 GFDL 또는 CC-SA 라이선스로 배포한 글로벌 세계대백과사전의 내용을 기초로 작성된 글이 포함되어 있습니다.